# Тримерно моделиране
Тримерно моделиране е процес от тримерната компютърна графика, който представлява изработка на математическа мрежа, представляваща който и да е триизмерен обект посредством специализиран софтуер. Тази мрежа най-често представлява многостен – фигура, чиито свойства улесняват последващия процес на рендеринг. Продуктът се нарича 3D модел. Може да се визуализира като двумерно изображение през рендъринг или да бъде използван в компютърна симулация на физическо явление. Съществуват три широко използвани начина чрез които да се представи модел.

## Полигонално моделиране (Polygonal modeling)
Различни точки (vertex – връх) се картографират върху XYZ мрежа и се свързват с прави (edge – ръб) за да образуват контурите на обект. Тогава компютърът изчислява лицата между тези линии. Тези лица са наречени полигони.

## NURBS (Non-Uniform Rational B-Spline) моделиране
Отново се картографират точки, но този път се свързват с криви (curves, weights – тежести). Колко се доближава линията до кривата зависи от тяхното разположение. Група от шест равноотстоящи една от друга криви ще формира окръжност. Но ако добавите още една точка много близо до една от кривите, кръгът ще се разтегли към мястото, в което двете точки са най-близо.

## Моделиране с линии и кръпки (Splines&Patches modeling)
Етапът на моделиране се състои в придаване на форма на индивидуални обекти които по-късно се използват в сцената. Съществуват множество техники за моделиране включващи: constructive solid geometry, implicit surfaces, subdivision surfaces.
Сложни материали като разпилян пясък, облаци, пръски течност и др. биват моделирани със системи от частици (Particle systems) и представляват сбор от координати, които имат приписани точки, полигони, фрагменти, обекти и др.